# Super Bowl II
El Segundo Partido por el Campeonato Mundial de la AFL-NFL en el fútbol americano profesional, después conocido como Super Bowl II, fue jugado el 14 de enero de 1968 en el  Orange Bowl en Miami, Florida.
El campeón de la National Football League (NFL), los Green Bay Packers (9–4–1) vencieron al campeón de la American Football League (AFL), los Oakland Raiders (13–1), por marcador de 33–14. Green Bay fue ayudado por los cuatro goles de campo del kicker Don Chandler y un regreso de intercepción para Touchdown de 60 yardas realizado por el defensive back Herb Adderly.
El quarterback Bart Starr de Green Bay fue nombrado como el Super Bowl MVP por segunda ocasión al lograr completar 13 de 24 pases intentados para 202 yardas y un touchdown.

## Resumen del partido
En el primer cuarto, los Packers abrieron el marcador con un gol de campo de 39 yardas de Don Chandler después de avanzar 34 yardas en la primera serie ofensiva del partido. Mientras tanto los Raiders fueron forzados a despejar en sus primeras dos series.

### Recuento de anotaciones
| Cuarto | Tiempo | Equipo | Serie ofensiva | Serie ofensiva | Serie ofensiva | Información de la anotación                                                             | Marcador | Marcador |
| Cuarto | Tiempo | Equipo | Duración       | Jugadas        | Tiempo         | Información de la anotación                                                             | GB       | OAK      |
| ------ | ------ | ------ | -------------- | -------------- | -------------- | --------------------------------------------------------------------------------------- | -------- | -------- |
| 1      | 9:53   | GB     | 34             | 9              | 3:51           | FG: Don Chandler de 39 yardas                                                           | 3        | 0        |
| 2      | 11:52  | GB     | 84             | 16             | 8:40           | FG: Don Chandler de 20 yardas                                                           | 6        | 0        |
| 2      | 10:50  | GB     | 62             | 1              | :11            | TD: Pase de Bart Starr a Boyd Dowler de 62 yardas (punto extra de Don Chandler)         | 13       | 0        |
| 2      | 6:15   | OAK    | 78             | 9              | 4:35           | TD: Pase de Daryle Lamonica a Bill Miller de 23 yardas (punto extra de George Blanda)   | 13       | 7        |
| 2      | :01    | GB     | 9              | 3              | :22            | FG: Don Chandler de 43 yardas                                                           | 16       | 7        |
| 3      | 5:54   | GB     | 82             | 11             | 4:41           | TD: Acarreo de Donny Anderson de 2 yardas (punto extra de Don Chandler)                 | 23       | 7        |
| 3      | :02    | GB     | 37             | 8              | 4:47           | FG: Don Chandler de 31 yardas                                                           | 26       | 7        |
| 4      | 11:03  | GB     | N/D            | N/D            | N/D            | TD: Regreso de intercepción de Herb Adderley de 60 yardas (punto extra de Don Chandler) | 33       | 7        |
| 4      | 9:13   | OAK    | 74             | 4              | 1:50           | TD: Pase de Daryle Lamonica a Bill Miller de 23 yardas (punto extra de George Blanda)   | 33       | 14       |

## Estadísticas finales
Fuente:The NFL's Official Encyclopedic History of Professional Football, (1973), p.139, Macmillan Publishing Co. New York, NY, LCCN 73-3862 

### Comparación estadística
|                                           | Green Bay Packers | Oakland Raiders |
| ----------------------------------------- | ----------------- | --------------- |
| Primeras oportunidades                    | 19                | 16              |
| Primeras oportunidades por acarreo        | 11                | 5               |
| Primeras oportunidades por pase           | 7                 | 10              |
| Primeras oportunidades por penalizaciones | 1                 | 1               |
| Yardas totales por acarreos               | 160               | 107             |
| Pases intentados                          | 24                | 34              |
| Pases completos                           | 13                | 15              |
| Intercepciones-yardas                     | 1-60              | 0-0             |
| Yardas totales por pase                   | 162               | 186             |
| Yardas totales                            | 322               | 293             |
| Punts-promedios                           | 6-39.0            | 6-44.0          |
| Promedio por c/acarreo                    | 4.6               | 2.9             |
| Fumbles-balones perdidos                  | 0-0               | 3-2             |
| Penalizaciones-yardas                     | 1-12              | 1-31            |

### Líderes individuales
| Pasadores Packers  | Pasadores Packers | Pasadores Packers | Pasadores Packers | Pasadores Packers |
|                    | C/I*              | Yds               | TD                | INT               |
| ------------------ | ----------------- | ----------------- | ----------------- | ----------------- |
| Bart Starr         | 13/24             | 202               | 1                 | 0                 |
| Corredores Packers |                   |                   |                   |                   |
|                    | Aa                | Yds               | TD                |                   |
| Ben Wilson         | 17                | 62                | 0                 |                   |
| Donnie Anderson    | 14                | 48                | 1                 |                   |
| Travis Williams    | 8                 | 36                | 0                 |                   |
| Starr              | 1                 | 14                | 0                 |                   |
| Chuck Mercein      | 1                 | 0                 | 0                 |                   |
| Receptores Packers |                   |                   |                   |                   |
|                    | Recc              | Yds               | TD                |                   |
| Carroll Dale       | 4                 | 43                | 0                 |                   |
| Marv Fleming       | 4                 | 35                | 0                 |                   |
| Anderson           | 2                 | 18                | 0                 |                   |
| Boyd Dowler        | 2                 | 71                | 1                 |                   |
| Max McGee          | 1                 | 35                | 0                 |                   |

| Pasadores Raiders  | Pasadores Raiders | Pasadores Raiders | Pasadores Raiders | Pasadores Raiders |
|                    | C/I*              | Yds               | TD                | INT               |
| ------------------ | ----------------- | ----------------- | ----------------- | ----------------- |
| Daryle Lamonica    | 15/34             | 208               | 2                 | 1                 |
| Corredores Raiders |                   |                   |                   |                   |
|                    | Aa                | Yds               | TD                |                   |
| Hewritt Dixon      | 12                | 54                | 0                 |                   |
| Larry Todd         | 2                 | 37                | 0                 |                   |
| Pete Banaszak      | 6                 | 16                | 0                 |                   |
| Receptores Raiders |                   |                   |                   |                   |
|                    | Recc              | Yds               | TD                |                   |
| Bill Miller        | 5                 | 84                | 2                 |                   |
| Banaszak           | 4                 | 68                | 0                 |                   |
| Fred Biletnikoff   | 2                 | 10                | 0                 |                   |
| Billy Cannon       | 2                 | 25                | 0                 |                   |
| Dixon              | 1                 | 3                 | 0                 |                   |
| Warren Wells       | 1                 | 17                | 0                 |                   |

*Completos/Intentados
aAcarreos
bJugada más larga
cRecepciones

## Alineaciones iniciales
Fuente:
| Green Bay       | Posición | Oakland          |
| --------------- | -------- | ---------------- |
| OFENSIVA        |          |                  |
| Boyd Dowler     | SE       | Bill Miller      |
| Bob Skoronski   | LT       | Bob Svihus       |
| Gale Gillingham | LG       | Gene Upshaw      |
| Ken Bowman      | C        | Jim Otto         |
| Jerry Kramer    | RG       | Wayne Hawkins    |
| Forrest Gregg   | RT       | Harry Schuh      |
| Marv Fleming    | TE       | Billy Cannon     |
| Carroll Dale    | FL       | Fred Biletnikoff |
| Bart Starr      | QB       | Daryle Lamonica  |
| Donny Anderson  | HB       | Pete Banaszak    |
| Ben Wilson      | FB       | Hewritt Dixon    |
| DEFENSIVA       |          |                  |
| Willie Davis    | LE       | Ike Lassiter     |
| Ron Kostelnik   | LT       | Dan Birdwell     |
| Henry Jordan    | RT       | Tom Keating      |
| Lionel Aldridge | RE       | Ben Davidson     |
| Dave Robinson   | LLB      | Bill Laskey      |
| Ray Nitschke    | MLB      | Dan Conners      |
| Lee Roy Caffey  | RLB      | Gus Otto         |
| Herb Adderley   | LCB      | Kent McCloughan  |
| Bob Jeter       | RCB      | Willie Brown     |
| Tom Brown       | LS       | Warren Powers    |
| Willie Wood     | RS       | Howie Williams   |

## Oficiales
- Referee: Jack Vest (AFL)
- Umpire: Ralph Morcroft (NFL)
- Head Linesman: Tony Veteri (AFL)
- Line Judge: Bruce Alford (NFL)
- Field Judge: Bob Baur (AFL)
- Back Judge: Stan Javie (NFL)

Nota: El sistema de siete oficiales no fue usado hasta 1978.